# Alice Cooper
Alice Cooper, nome artístico de Vincent Damon Furnier (Detroit, 4 de fevereiro 1948), é um cantor, compositor e ator americano. Ficou mundialmente conhecido nos anos 1970 por seus concertos de rock inovadores e designados para chocar e provocar o público, junto com letras obscenas, obscuras e sangrentas que, junto com seu visual gótico, transformaram Alice em um ícone do rock que continua como fonte de inspirações para artistas de todos os estilos até hoje. Ao longo da carreira, Cooper já lançou 26 álbuns de estúdio e vendeu mais de 50 milhões de cópias.
Alice Cooper era originalmente o nome da banda da qual Vincent Furnier fazia parte como vocalista, juntamente com Glen Buxton e Michael Bruce nas guitarras, Dennis Dunaway no baixo e Neal Smith na bateria, e com quem lançou sete álbuns. Porém, a banda acabou se separando e Vincent adotou o pseudônimo Alice Cooper para si mesmo e obteve legalmente o nome pouco depois, iniciando sua carreira solo sob esse nome em 1975 com o álbum Welcome to My Nightmare, e já lançou mais dezoito álbuns desde então. As apresentações de Alice tornaram-se célebres pelo uso de vários elementos performáticos baseados em filmes de terror realizadas ao vivo, como guilhotinas, cadeiras elétricas, cobras vivas, bonecas vodus, sangue falso e muitos outros, com Alice vestindo roupas obscuras e ornamentadas com coisas como patas reais de aranha, cobras vivas, correntes e outras, o que levou os concertos de Alice a serem apelidados de "teatro de terror" pela crítica, um termo que o próprio cantor passou a usar para designar seu trabalho.
Alice também é conhecido por seus trabalhos independentes da música, pois ele já atuou em diversos filmes de terror. Mas um dos filmes onde mais se destaca além de estar ao lado de seu amigo Johnny Depp em um filme dirigido por Tim Burton, é Sombras da Noite, Alice Cooper aparece como cantor onde vira foco no filme. Cooper também já compôs trilhas sonoras para Televisão e cinema, além de ter se envolvido em diversas campanhas publicitárias sobre assuntos diversos, o que levou a revista Rolling Stone a elegê-lo o "mais amado artista do heavy metal" em 2006, tendo sido incorporado à Calçada da Fama de Hollywood em 2003 e ao Rock and Roll Hall of Fame em 2011 junto com a formação original da banda. Alice continua fazendo turnês até hoje, mas com uma banda nova chamada Hollywood Vampires sendo ele o vocalista e tendo Johnny Depp como guitarrista base e Joe Perry como guitarrista solo, esta banda já teve várias lendas do Rock, na época em que eram mais conhecidos como um grupo de amigos que saía para encontros, como: John Lennon , Keith Moon, Ringo Starr, Elton John e vários outros artistas.

## Biografia
Vincent Damon Furnier nasceu em Detroit, nos Estados Unidos, em  4 de fevereiro de 1948, filho de Ella Mae e Ether Moroni Furnier. Seu primeiro nome é uma homenagem ao seu tio paterno, Vincent Furnier, e o segundo, ao escritor Damon Runyon. Ether era bispa na Igreja de Jesus Cristo, e seu avô, Thurman Furnier, era apóstolo da mesma igreja; por isso Vincent Damon começou a realizar trabalhos na congregação aos onze anos de idade, onde também participou do coral paroquial.
Em Detroit, Vincent estudou em vários colégios, todos religiosos, até sua família se mudar para a cidade de Phoenix, Arizona, onde ele começou a frequentar uma escola pertencente a Ordem DeMolay, uma sociedade discreta de princípios filosóficos, fraternais, iniciáticos e filantrópicos, patrocinada pela Maçonaria; Vincent chegou a receber bolsa de estudos integrais para várias faculdades, inclusive a Universidade do Colorado, mas recusou todas as propostas. Tendo sido criado em ambientes religiosos, Vincent sempre se disse "um homem de fé", adepto ao cristianismo conforme lhe foi ensinado em casa, sempre dizendo que suas performances musicais são apenas trabalho sem qualquer tipo de comprometimento com suas opiniões e escolhas pessoais.
A mãe de Vincent, Ella, é viva até hoje (junho de 2019), mas seu pai, Ether, morreu em 1988, por falência de múltiplos órgãos; a vida amorosa de Vincent também teve alguns pontos delicados, como a morte por overdose de heroína de Christine Frka, sua namorada em 1972. Vincent morou depois, até 1975, com uma mulher chamada Cindy Lang, quando eles se separaram e Cindy processou o cantor por uma pensão alimentícia, mas perdeu o processo uma vez que estes nunca foram legalmente casados. Vincent se casou em 20 de março de 1976 com a bailarina Sheryl Goddard, que fez várias apresentações ao lado do marido, e com quem teve três filhos: Calico, Dash e Sonora. Em novembro de 1983, Sheryl entrou com um pedido de divórcio devido ao alcoolismo do marido, mas desistiu e ambos se reconciliaram em 1984, estando juntos desde então.
Diz-se que Alice Cooper foi um membro da Igreja de Jesus Cristo dos Santos dos Últimos Dias - os Mormons. O que se sabe sobre a religião de Alice Cooper é que, até aos onze anos de idade,  ele frequentou a Igreja Bickertonita na Pensilvânia, da qual seu avô havia sido apóstolo e seu pai pastor.

## Carreira musical

### A banda Alice Cooper
Em 1964, Vincent se juntou com seus amigos Glen Buxton, Dennis Dunaway, John Speer e John Tatum para participar, sem comprometimento, de um espetáculo de calouros anual em Phoenix sob o nome de The Earwigs, dublando músicas dos Beatles e vestidos como seus integrantes; eles venceram o concurso e gostaram de estar em palco, por isso mudaram o nome da banda para The Spiders e decidiram criar suas próprias músicas, com Vincent no vocal, Glen e John Tatum na Guitarra, Dennis no Baixo e John Speer na bateria; eles começaram a fazer apresentações em clubes e bares da cidade, apresentando canções de suas principais influências, como Beatles, Rolling Stones e The Who por exemplo, e em 1965 gravaram seu primeiro single, "Why Don't You Love Me", pouco antes de encerrarem sua vida escolar. Nessa época Vincent adotou o pseudônimo Alice Cooper, apesar de nunca ter explicado se há algum grande significado por trás do nome, e passou a usar esse nome tanto para fins comerciais como também em sua vida particular, já que o registrou em cartório alguns anos depois.

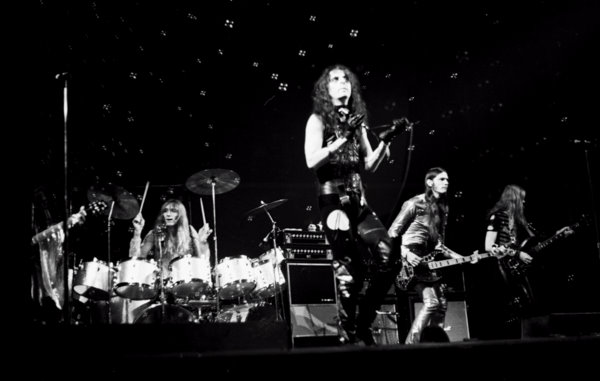
Alice Cooper durante a Killer Tour 1972

Em 1966, Michael Bruce substituiu John Tatum e o grupo lançou a canção "Don't Blow Your Mind", que se tornou um sucesso na rádio local e assim o grupo começou a constantemente viajar para a cidade de Los Angeles para fazer apresentações até se mudar para lá definitivamente em 1967, após Neal Smith assumir o cargo de baterista e a banda mudar seu nome para The Nazz, lançando a canção "Wonder Who's Lovin' Her Now". Em 1968 o grupo decidiu escolher um novo nome e Alice Cooper tornou-se também o nome oficial da banda. Alice (como Vincent começou a ser chamado desde então) criou o perfil de palco da banda inspirado em filmes de terror e também criou seu próprio visual gótico e sombrio para, segundo ele, diferenciar, pois ele pensava que já que os rockstars são sempre considerados "heróis", era hora de haver um "vilão" entre eles.
Uma noite, após um fracasso na cidade de Los Angeles, onde eles esvaziaram um clube após tocar por apenas dez minutos, eles foram procurados pelo empresário Shep Gordon, que achava que eles tinham potencial mas não sabiam como o usar; Shep arranjou para banda uma audição com o conceituado músico e empresário Frank Zappa, que lhes disse para irem até sua casa às sete horas da noite, mas o grupo se confundiu e eles foram até a residência às sete da manhã, e o fato de se disporem a acordar e tocar tão cedo impressionou Frank o bastante para assinar com a banda um contrato para o lançamento de três álbuns através da Straight Records, uma gravadora iniciante na época. O álbum de estreia do grupo, Pretties for You, foi lançado em 1 de agosto de 1969 e foi um fracasso de público e crítica, chegando apenas a 193ª posição da Billboard 200, a principal parada musical dos Estados Unidos.

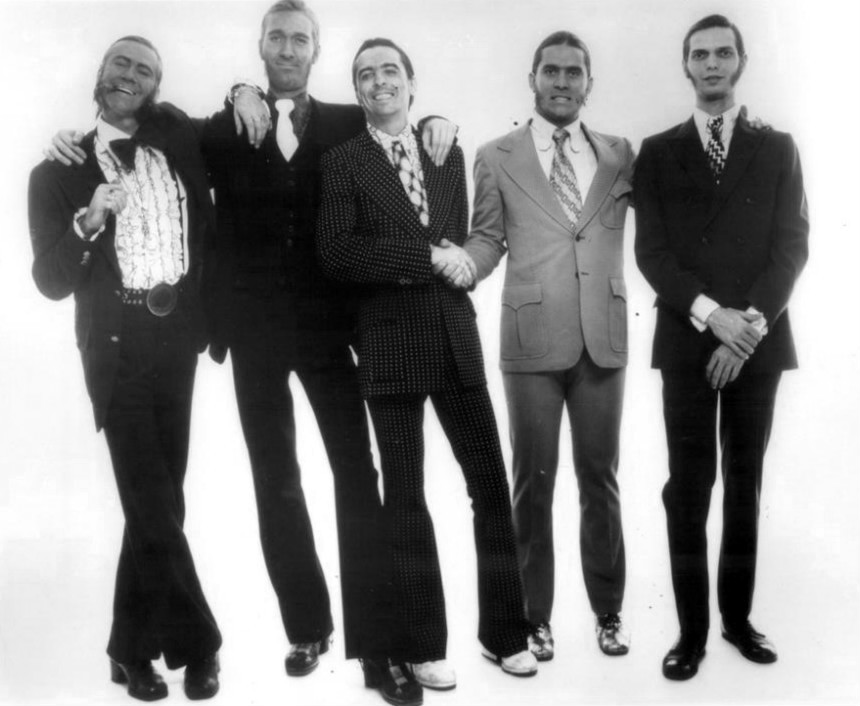
Foto promocional da banda original em 1973. Da esquerda para a direita: Glen Buxton, Michael Bruce, Alice, Neal Smith e Dennis Dunaway.

Após o lançamento do álbum o grupo realizou alguns concertos já caracterizados como seus personagens de palco, e numa dessas apresentações ocorreu um incidente que veio a servir de grande divulgação para a banda: durante a performance, Alice atirou uma galinha na plateia achando que ela voaria e escaparia ou alguém a adotaria como animal de estimação (pois é assumidamente contra qualquer tipo de crueldade com animais), mas ela caiu sobre o público e foi feita em pedaços pelos presentes. O ocorrido foi capa de jornais e revistas e tema de reportagens de televisão, e espalhou-se o falso boato de que Alice teria comido a cabeça do animal e bebido seu sangue, o que ajudou a construir o mito popular ao redor dele. Mas mesmo com a divulgação, o segundo álbum da banda, Easy Action, lançado em 1970, também não emplacou. Mas no mesmo ano um trecho de show da banda apareceu no filme Diary of a Mad Housewife de 1970, que lhes tornaram mais conhecidos. Nessa época a banda procurou o produtor Bob Ezrin pedindo ajuda, e assim o grupo lançou Love It to Death em 1971, que era o fim de seu contrato e última chance de sucesso. A ligeira mudança no estilo musical e a experiência de Bob Ezrin conseguiram enfim agradar o público; o single "I'm Eighteen" se tornou o primeiro sucesso da banda, atingindo a 21ª posição na Billboard Hot 100, a parada de singles americana, e Love It to Death chegou a 35ª posição da Billboard 200, levando a banda a realizar uma turnê maior, estreando muitos elementos que se tornariam célebres em seus concertos, como cadeiras elétricas, sangue falso, cobras e muitos outros.
Ainda em 1971 a banda assinou com a Warner Bros Records e lançou Killer, que chegou a 21ª posição da Billboard 200 e trouxe sucessos como "Under My Wheels" e "Halo of Flies", mas foi em 1972 que a banda atingiu o estrelato com o álbum School's Out e o single homônimo, que respectivamente chegaram o 2º lugar da Billboard 200 e 7º lugar da Billboard Hot 100, levando a banda a realizar uma turnê por ginásios e arenas na América do Norte e na Europa, quando a banda teve problemas legais, já que muitos adultos temiam a influência negativa que eles podiam exercer sobre jovens e houve muitas petições e pedidos de processo para proibir o grupo de entrar em vários países, mas nenhuma proibição jamais aconteceu.
Em 1973 foi lançado Billion Dollar Babies, o último álbum da banda Alice Cooper; o disco foi um sucesso imediato, chegando ao topo tanto da Billboard 200 quanto da UK Albums Chart, a principal parada do Reino Unido, e o single "Elected" foi outro grande sucesso, fazendo história por ter se tornado, junto com "Bohemian Rhapsody" do Queen, um dos  primeiros vídeos de rock produzidos para divulgação de um disco ou de um single. O sucesso do álbum permitiu que a banda realizasse uma nova turnê mundial, dessa vez em maior escala, que quebrou recordes de bilheteira em países como Estados Unidos e Reino Unido; foi nessa época que Alice passou a usar uma guilhotina como recurso de palco, usando-a para decapitar bonecas e também ele mesmo ao fim de cada show, em um truque de mágica que tornou-se célebre e uma marca registrada do grupo, sendo essa a última turnê da formação original junta.

### Início da carreira solo e declínio de popularidade

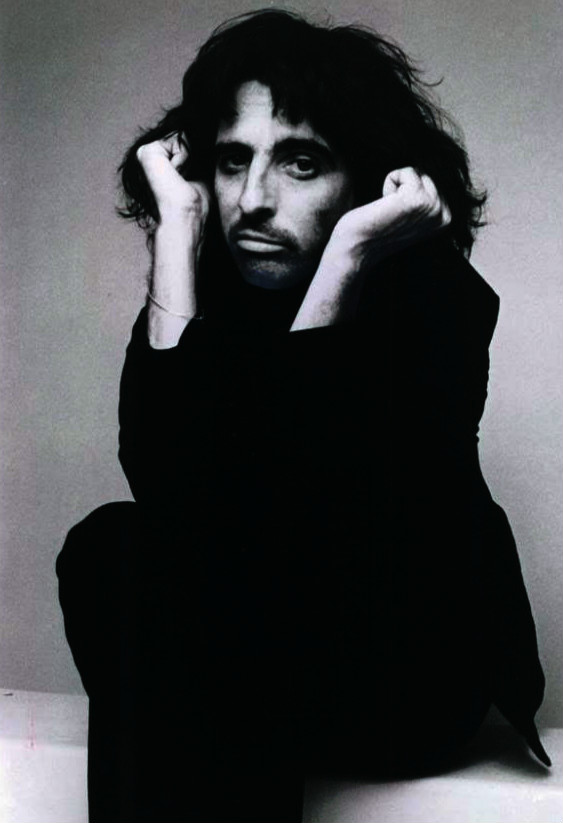
Foto promocional de Alice feita em 1978.

Muscle of Love, de 1973, foi o último álbum da banda junta e não teve o mesmo sucesso dos álbuns anteriores, o que levou o grupo a ter vários desentendimentos; Alice queria manter os elementos teatrais que lhes havia dado popularidade, mas os demais integrantes queriam eliminá-los para dar mais atenção à música, assim o grupo entrou em uma pausa indefinida. Em 1974, foi lançada a bem sucedida coletânea Alice Cooper: Greatest Hits, e nessa época todos os integrantes estavam envolvidos em projetos individuais e assim deixaram o grupo permanentemente; Alice decidiu seguir em frente em carreira solo, com uma nova banda de apoio, e para evitar problemas com relação a direitos autorais com os ex-integrantes o cantor mudou seu nome legalmente para Alice Cooper e lançou "Welcome to My Nightmare" em 1975, que tornou-se um sucesso comercial e um clássico do gênero. Nessa época, o alcoolismo tornou-se um problema sério para Alice e começou a afetar seus performances, e durante um show em Vancouver, no Canadá, ele levou um grande tombo e sofreu ferimentos profundos na cabeça; o cantor foi hospitalizado e enfaixado e mesmo assim voltou horas depois para encerrar o concerto.
Com problemas para se apresentar ao vivo, Alice se concentrou em gravar em estúdio e lançou o álbum Alice Cooper Goes to Hell, que tiveram sucesso moderado na Billboard 200, e assim o cantor voltou aos palcos em 1977 para uma turnê norte-americana onde continuou tendo problemas, por isso ele se internou em uma clínica de reabilitação logo após os últimos concertos e conseguiu se manter sóbrio por um certo tempo. Em 1978, Alice usou sua experiência na clínica como inspiração para o álbum From the Inside, cujo single "How You Gonna See Me Now" chegou a 12ª posição da Billboard Hot 100, e o cantor iniciou uma nova turnê com o tema de palco representando um asilo, sendo esses os últimos trabalhos de Alice nos anos 1970.
Alice começou a década de 1980 passando por um grande declínio de popularidade, pois lançou uma sequência de desapontamentos comerciais, já que o cantor usou muitos recursos novos e adotou estilos que desagradaram aos fãs mais antigos e não conquistaram novos; Flush the Fashion, de 1980, soava como música New Wave, Special Forces, de 1981, mesmo soando mais pesado continuava no estilo do álbum anterior, Zipper Catches Skin, de 1983, soava como power pop, e DaDa, também de 1983, acabou sendo o último disco do contrato com a Warner Bros Records, sendo que nessa época o cantor voltou a ter problemas sérios com a bebida e sua esposa, Sheryl Goddard, pediu o divórcio em 1983, o que levou Alice a voltar para a reabilitação e conseguir realmente se livrar do seu vício, permanecendo sóbrio desde então.

### Retorno e sucesso renovado
Após a nova reabilitação, Alice iniciou um hiato para descansar e passar um tempo em casa. O cantor retornou em 1986 com o álbum Constrictor, que chegou a 59ª posição na Billboard 200, sendo promovido com uma nova turnê, dessa vez sem incidentes, que ganhou uma nova produção de palco inspirada em filmes de terror que fizeram sucesso na época, como Friday the 13th e Nightmare on Elm Street; aproveitando o sucesso renovado, Alice lançou Raise Your Fist and Yell em 1987, que chegou a 73ª posição da Billboard 200 e entrou nas paradas de vários outros países ao redor do mundo, permitindo que Alice realizasse uma nova turnê mundial, que serviu para solidificar sua carreira solo permanentemente, embora essa turnê tenha sido encurtada pela morte do pai de Alice, Ether, em 1988.
Em 1989, Alice lançou Trash, que foi um grande sucesso comercial, chegando a 20ª posição da Billboard 200, a 2ª posição da UK Albums Chart no Reino Unido, e a 5ª posição na ARIA Charts, da Austrália, além de ter se destacado nas paradas de vários outros países europeus, permitindo que Alice realizasse uma nova turnê mundial em uma escala maior, com datas em arenas e estádios e que foi declarada na época a turnê de rock mais lucrativa da história até então. Nessa época também foi lançado o single "Poison", que chegou a 7ª posição da Billboard Hot 100 e a 2ª posição da Uk Singles Chart, do Reino Unido, tornando-se o maior sucesso do cantor até hoje.
Em 1991, Alice lançou Hey Stoopid, que seguiu o sucesso comercial do álbum anterior, e a popularidade do cantor o levou a fazer participações especiais em álbuns de vários artistas, como Use Your Illusion I, do Guns N' Roses, e também participações em filmes, como Freddy's Dead: The Final Nightmare, ambos em 1991, assim como uma conhecida participação na comédia Wayne's World, em 1992. Em 1994, Alice lançou The Last Temptation, um álbum conceitual que trata de assuntos como fé, tentação e frustrações cotidianas da vida moderna; o sucesso do álbum levou a uma adaptação para quadrinhos, publicados por Neil Gaiman em 1995. Foi o último álbum Alice por um longo tempo; após o lançamento, o cantor continuou realizando turnês até o fim de 1996, depois iniciando um nova pausa para descansar em casa.

### Nova pausa, retorno e dias atuais
A nova pausa de Alice acabou em 2000, quando o cantor lançou Brutal Planet e iniciou uma nova turnê promocional por Estados Unidos e Canadá, que se estendeu posteriormente. A nova turnê mundial do cantor foi um sucesso de público e crítica, e originou o aclamado DVD Brutally Live, em 2001. Ainda em 2001, o cantor lançou Dragontown, também largamente bem recebido, no qual Alice trabalhou de novo ao lado de Bob Erzin; assim como The Last Temptation, o conceito desses dois últimos discos foi criado em cima das perspetivas de fé do cantor sobre fé e religião, com a crítica apontando que esses discos formam uma trilogia, e também são os melhores trabalhos do cantor.
O cantor seguiu desfrutando de um grande sucesso de público e crítica com o álbum The Eyes of Alice Cooper, na qual o cantor decidiu trabalhar ao lado de músicos jovens, pois segundo ele, o cantor queria aproveitar os talentos da geração musical que se dizia tão inspirada por seu trabalho. A turnê baseada nesse disco teve efeitos visuais em menor escala, dando mais atenção a música, o que levou colunistas e críticos a afirmarem que Alice estava provando a todos que não precisava de exageros para fazer um grande espetáculo musical. Nessa época o sucesso da carreira de Alice lhe rendeu vários prêmios e homenagens dos mais diversos tipos, incluindo uma estrela na Calçada da Fama de Hollywood em 2003.

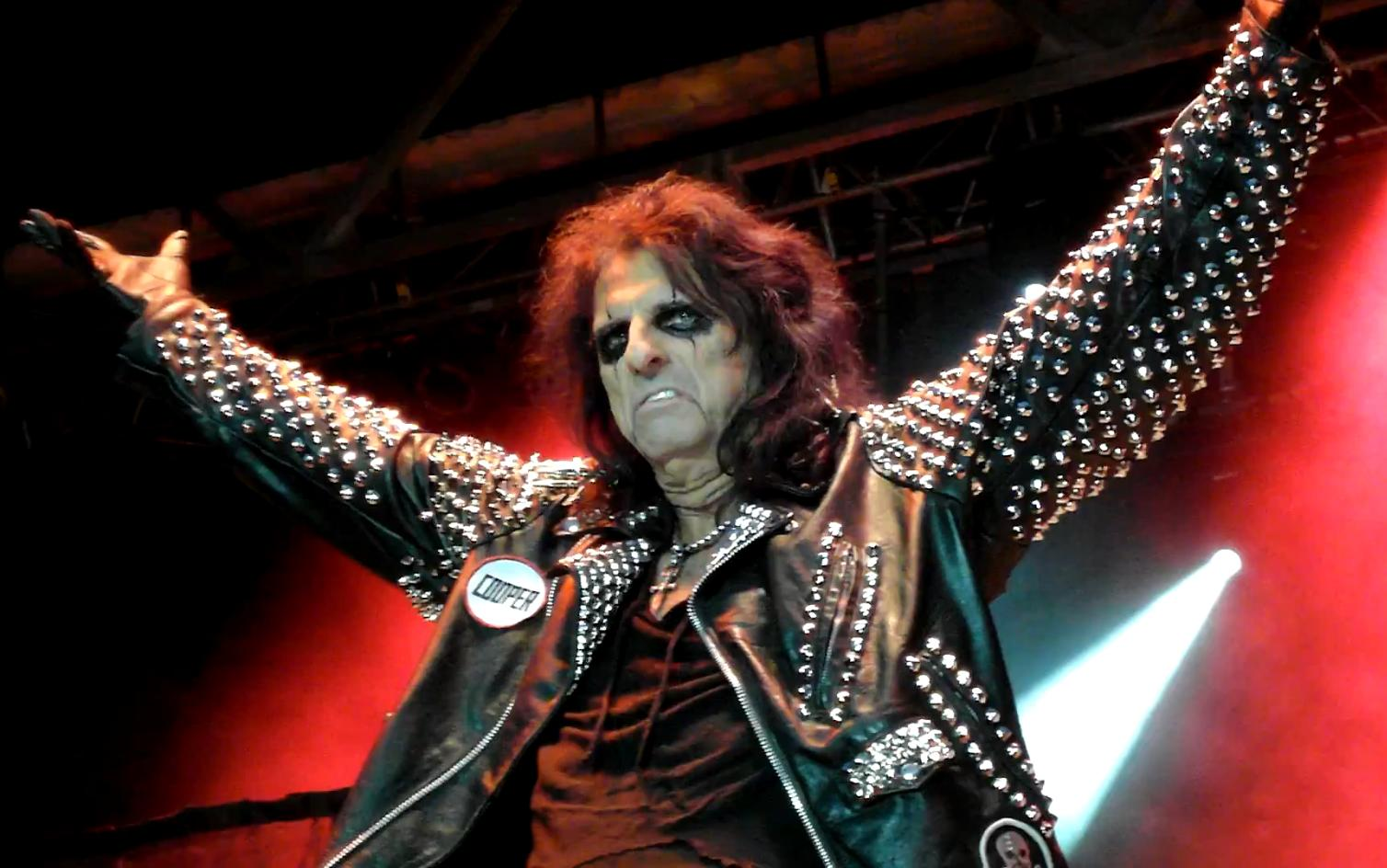
Alice ao vivo na Itália em 2011.

Em 26 de janeiro de 2004, Alice estreou um programa de rádio chamado Nights with Alice Cooper, durante o qual o cantor transmite canções diversas escolhidas por ele, compartilha estórias de sua vida com os ouvintes e também conduz entrevistas com personalidades e artistas de todo o tipo. Em 2005 o cantor lançou Dirty Diamonds, seu maior sucesso nas paradas desde 1994, e durante sua nova turnê foi lançado um novo DVD, Alice Cooper: Live at Montreux 2005, gravado na Suíça. Nos anos que se seguiram o cantor continuou a realizar turnês extensivamente, lançando Along Came a Spider em 2008, e depois lançando material inédito em Welcome 2 My Nightmare, descrito por Alice como uma continuação para seu sucesso de 1975, e seu último disco até agora.
Em 15 de dezembro de 2010, foi anunciado que Alice, juntamente com a formação original da banda, haviam sido instituídos à Hall da Fama do Rock and Roll, com cerimônia a ser realizada em 14 de março de 2011 e apresentada por Rob Zombie, com participação de todos os membros da banda, exceto Glen Buxton, que morreu em 1997, mas foi substituído por Steve Hunter quando o grupo interpretou as canções "I'm Eighteen" e "School's Out". O cantor já havia iniciado em março de 2011 uma turnê mundial que tem fim previsto para o fim de 2012, que contou com apresentações ao lado de bandas como Iron Maiden e Def Leppard e teve três datas no Brasil, nas cidades de São Paulo, Rio de Janeiro e Porto Alegre.
Em 2015, Alice Cooper passou a integrar o supergrupo Hollywood Vampires, com Johnny Depp e Joe Perry (guitarrista dos Aerosmith), além dos ex-Guns N' Roses, Duff McKagan (baixo) e Matt Sorum (bateria). Fizeram sua estreia no Rock in Rio Las Vegas no meio do ano e tocaram no dia 24 de setembro no Rock in Rio, Brasil.

## Integrantes
- Alice Cooper – vocal, guitarra, harmônica (1963–presente)
- Ryan Roxie – guitarra, vocalista de apoio (1996–2006, 2012–presente)
- Chuck Garric – baixo, vocalista de apoio (2002–presente)
- Glen Sobel – bateria, percussão (2011–presente)
- Tommy Henriksen – guitarra, vocalista de apoio (2011–presente)
- Nita Strauss – guitarra, vocalista de apoio (2014–presente)

## Discografia
A discografia de Alice Cooper consiste em vinte e seis álbuns de estúdio, quarenta e seis singles, cinco álbuns ao vivo e vinte e uma coletâneas, sendo que sete dos álbuns de estúdio foram lançados pela banda Alice Copper, e o restante foi lançado por Vincent após ele adotar o pseudônimo Alice Cooper para si mesmo.
Para informações sobre os singles e demais lançamentos visite o anexo relacionado a discografia completa do cantor, a seguir estão listados os principais álbuns de estúdio e ao vivo lançados desde 1969:

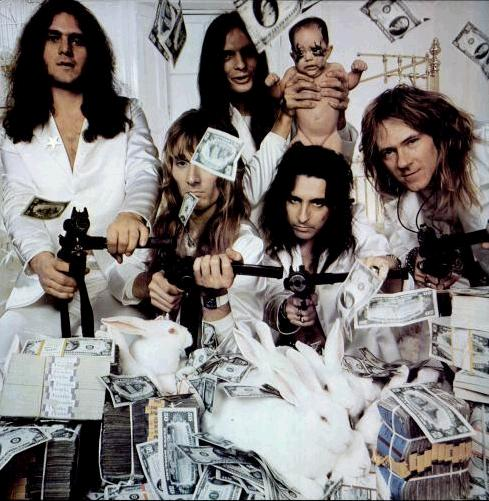
Alice Cooper na época do lançamento de No More Mr. Nice Guy (1973)

### Lançados com a banda

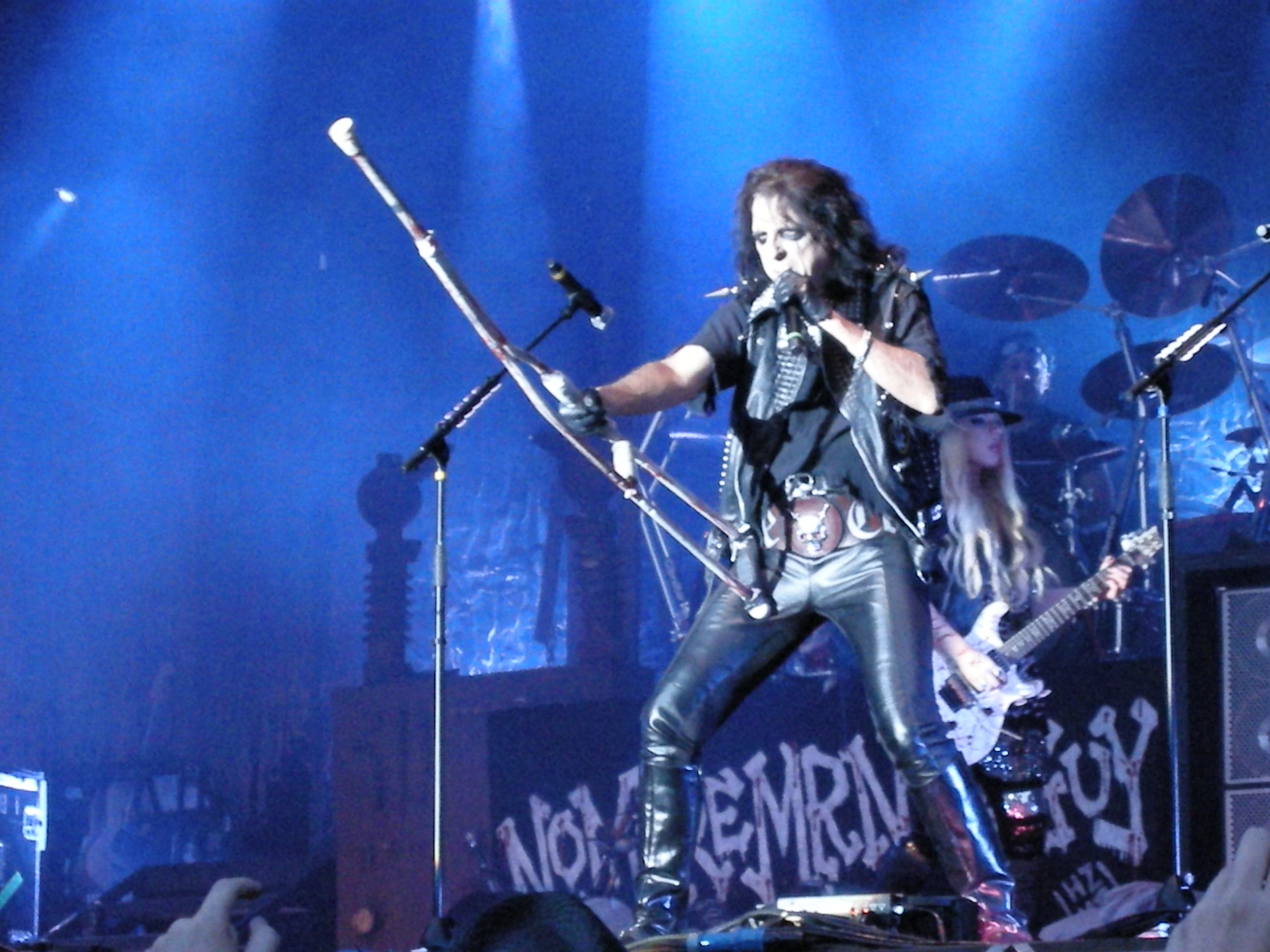
Alice Cooper durante um concerto em 2012

- 1969 - Pretties for You
- 1970 - Easy Action
- 1971 - Love It to Death
- 1971 - Killer
- 1972 - School's Out
- 1973 - Billion Dollar Babies
- 1973 - Muscle of Love

### Carreira solo
- 1975 - Welcome to My Nightmare
- 1976 - Alice Cooper Goes to Hell
- 1977 - Lace and Whiskey
- 1978 - From the Inside
- 1980 - Flush the Fashion
- 1981 - Special Forces
- 1982 - Zipper Catches Skin
- 1983 - DaDa
- 1986 - Constrictor
- 1987 - Raise Your Fist and Yell
- 1989 - Trash
- 1991 - Hey Stoopid
- 1994 - The Last Temptation
- 2000 - Brutal Planet
- 2001 - Dragontown
- 2003 - The Eyes of Alice Cooper
- 2005 - Dirty Diamonds
- 2008 - Along Came a Spider
- 2011 - Welcome 2 My Nightmare
- 2017 - Paranormal
- 2021 - Detroit Stories
- 2023 - Road